# Cannon & Saber
Cannon e Saber sono due personaggi dei fumetti DC Comics. Assassini freelance, furono gli avversari dell'anti-eroe  Vigilante.

## Biografia dei personaggi
Quando debuttarono in Vigilante n. 5, Henry Cannon e Marschall Saber erano una coppia di assassini che desideravano essere due agenti liberi. Cannon era un impiegato del boss della mafia chiamato Rinaldi, mentre Saber lavorava per un boss di nome Liebowitz. Con la cooperazione del Procuratore Distrettuale Marcia King, il duo decise di uccidere i propri boss, sapendo che King sarebbe stata pienamente dalla loro parte.
Mentre Vigilante (Adrian Chase) scoprì che la coppia era stata lasciata libera sotto il programma di protezione dei testimoni, li inseguì fino al loro appartamento e si batté con loro. Dopo una breve battaglia, Cannon e Saber riuscirono a sconfiggere Adrian. Prima che potessero ucciderlo, furono quasi uccisi a loro volta dall'Electrocutioner. Furono portati all'ospedale, ma fuggirono poco dopo essere guariti.
Qualche tempo dopo, Cannon e Saber furono assoldati per uccidere Vigilante, incarico che accettarono con entusiasmo. Il duo tese una trappola al Vigilante, ma durante il corso della battaglia, Saber rimase ferito. Piuttosto che rischiarne la salute, Cannon decise di darsela a gambe con Saber sulle spalle.
Dopo la convalescenza di Saber, la coppia si confrontò di nuovo contro Vigilante. La battaglia finì quando Vigilante trovò un modo perché i due assassini si ferissero a vicenda.
Cannon comparve successivamente in Final Crisis Aftermath: Ink n. 2 e n. 3 (2009) combattendo contro l'Uomo Tatuato, Mark Richards, in squadra con il collega mercenario Slipknot.

## Orientamento sessuale
Fin dal debutto della coppia, ci furono degli indizi che indicavano che Cannon e Saber fossero più che semplici colleghi. In Vigilante n. 35, però, si vede un Saber seminudo fare un massaggio alla schiena di Cannon. Quando si chiese la conferma della relazione tra i due nella rubrica della posta del fumetto, l'editore Mike Gold rispose, «Sì. Saber e Cannon erano gay infatti. Fa differenza? No.».

## Poteri e abilità
Non possiedono nessun superpotere, ma sia Cannon che Saber hanno una grande abilità nella scelta delle armi. Cannon è un esperto di lame e coltelli, mentre Saber è un cecchino di incredibile talento.